# Henri XIII Reuss de Köstritz
Pour les articles homonymes, voir Henri XIII.
Henri XIII prince Reuss de Köstritz (né le 18 septembre 1830 à Klipphausen et mort le 3 janvier 1897 à Baschkow, province de Posnanie) est un général prussien de la cavalerie et membre de la chambre des seigneurs de Prusse.

## Biographie

### Origine
Henri est issu de la lignée Reuss de Schleiz-Köstritz (de) de la dynastie dirigeante Reuss. Il est le huitième enfant du comte Henri LXIII Reuss de Köstritz (1786-1841) et sa seconde épouse Caroline de Stolberg-Wernigerode. Son frère aîné est l'envoyé et également membre de la chambre des seigneurs de Prusse, le prince Henri VII Reuss de Köstritz (1825-1906). Henri épouse la veuve de son frère Henri XII, la comtesse Anna Karoline von Hochberg (1839-1916), la fille de Jean-Henri X d'Hochberg, le prince von Pless (1806-1855) et d'Ida von Stechow-Kotzen (1811-1843). Le mariage est sans enfant.

### Carrière militaire
Heinrich commence une carrière militaire en tant qu'officier dans le 12e régiment de hussards de l'armée prussienne. La même année, il participe au siège de Rastatt (de) lors de la répression de la Révolution badoise. En 1873, il est nommé adjudant d'aile de l'empereur Guillaume Ier. À partir de 3 février au 12 mai 1880, il commande brièvement le 29e brigade de cavalerie, puis reprend la 11e brigade de cavalerie. Promu lieutenant général en 1885, il devient commandant de la 14e division d'infanterie à Düsseldorf. Le 10 En juillet 1888, Reuss est mis à disposition avec une pension tout en conservant son uniforme et en tant que général à la suite. Le 27 janvier 1890, il reçoit le caractère de général de cavalerie et le 21 septembre 1896, l'empereur lui rend hommage en lui décernant la Grand-Croix de l'Ordre de l'Aigle rouge avec des feuilles de chêne.
Toujours en 1890, le roi Guillaume II nomme Reuss dans le chambre des seigneurs de Prusse.
Reuss est un propriétaire foncier de Bashkow, dans l'arrondissement de Krotoschin, où il meurt en 1897.